# La Vineuse sur Fregande
La Vineuse sur Fregande (ou parfois La Vineuse-sur-Fregande localement) est une commune nouvelle française située dans le département de Saône-et-Loire, en région Bourgogne-Franche-Comté. Créée le 1er janvier 2017, elle a le statut administratif de commune nouvelle.

## Géographie

### Localisation
La Vineuse sur Fregande se situe dans la région naturelle du Clunisois, au sud-est du département de la Saône-et-Loire, et dans la communauté de communes du Clunisois.

### Communes limitrophes
Les communes limitrophes sont Saint-Vincent-des-Prés, Buffières, Château, Chiddes, Salornay-sur-Guye, Flagy, Cluny, Lournand et Saint-André-le-Désert.

### Géologie et relief
Le paysage de la commune est collinaire, avec un relief allant de 200 à 550 mètres.

### Hydrographie
La commune se situe sur la limite ouest du versant méditerranéen du département de Saône-et-Loire, non loin de la ligne de partage des eaux, et donc sur le bassin versant Rhône-Méditerranée.
Tous les ruisseaux traversant la Vineuse-sur-Fregande se jettent au nord de la commune dans la Gande, qui elle même ira se jeter quelques kilomètres plus au nord dans la Guye.

### Voies de communication et transports
La commune n'est traversée par aucune route nationale. En revanche, elle est traversée par plusieurs routes départementales dont la D980, très passante, qui relie la RCEA au Creusot en passant par Cluny, Salornay-sur-Guye, le Mont-Saint-Vincent et Montceau-les-Mines.

### Climat
Pour des articles plus généraux, voir Climat de la Bourgogne-Franche-Comté et Climat de Saône-et-Loire.
En 2010, le climat de la commune est de type climat océanique dégradé des plaines du Centre et du Nord, selon une étude du Centre national de la recherche scientifique s'appuyant sur une série de données couvrant la période 1971-2000. En 2020, Météo-France publie une typologie des climats de la France métropolitaine dans laquelle la commune est dans une zone de transition entre le climat océanique altéré et le climat océanique altéré et est dans une zone de transition entre les régions climatiques « Centre et contreforts nord du Massif Central » et « Bourgogne, vallée de la Saône ».
Pour la période 1971-2000, la température annuelle moyenne est de 10,9 °C, avec une amplitude thermique annuelle de 18 °C. Le cumul annuel moyen de précipitations est de 1 010 mm, avec 11,9 jours de précipitations en janvier et 7,6 jours en juillet. Pour la période 1991-2020, la température moyenne annuelle observée sur la station météorologique de Météo-France la plus proche, « Jalogny_sapc », sur la commune de Jalogny à 6 km à vol d'oiseau, est de 11,2 °C et le cumul annuel moyen de précipitations est de 873,4 mm. 
La température maximale relevée sur cette station est de 39,6 °C, atteinte le 12 août 2003 ; la température minimale est de −21,6 °C, atteinte le 17 janvier 1985,,.
Les paramètres climatiques de la commune ont été estimés pour le milieu du siècle (2041-2070) selon différents scénarios d'émission de gaz à effet de serre à partir des nouvelles projections climatiques de référence DRIAS-2020. Ils sont consultables sur un site dédié publié par Météo-France en novembre 2022.

## Urbanisme

### Typologie
Au 1er janvier 2024, La Vineuse sur Fregande est catégorisée commune rurale à habitat très dispersé, selon la nouvelle grille communale de densité à sept niveaux définie par l'Insee en 2022.
Elle est située hors unité urbaine et hors attraction des villes,.

## Toponymie
Le nom de « La Vineuse sur Fregande », choisi par les élus locaux, date de la fusion des communes en 2017. Le nom de La Vineuse a été conservé, car il s'agissait alors de la commune la plus peuplée. La Fregande, quant à elle, n'est pas le nom d’un cours d'eau réel mais un mot-valise issu de la contraction des noms de deux cours d'eau passant sur le territoire de la commune nouvelle :
- la Frenille (d), ruisseau de l'ancienne commune de La Vineuse[13],
- et la Gande (d), rivière traversant l'ancienne commune de Vitry-lès-Cluny[14].

## Histoire
La commune est née du regroupement des communes de Donzy-le-National, de Massy, de La Vineuse et de Vitry-lès-Cluny, qui deviennent des communes déléguées, le 1er janvier 2017. Son chef-lieu se situe à La Vineuse.

## Politique et administration

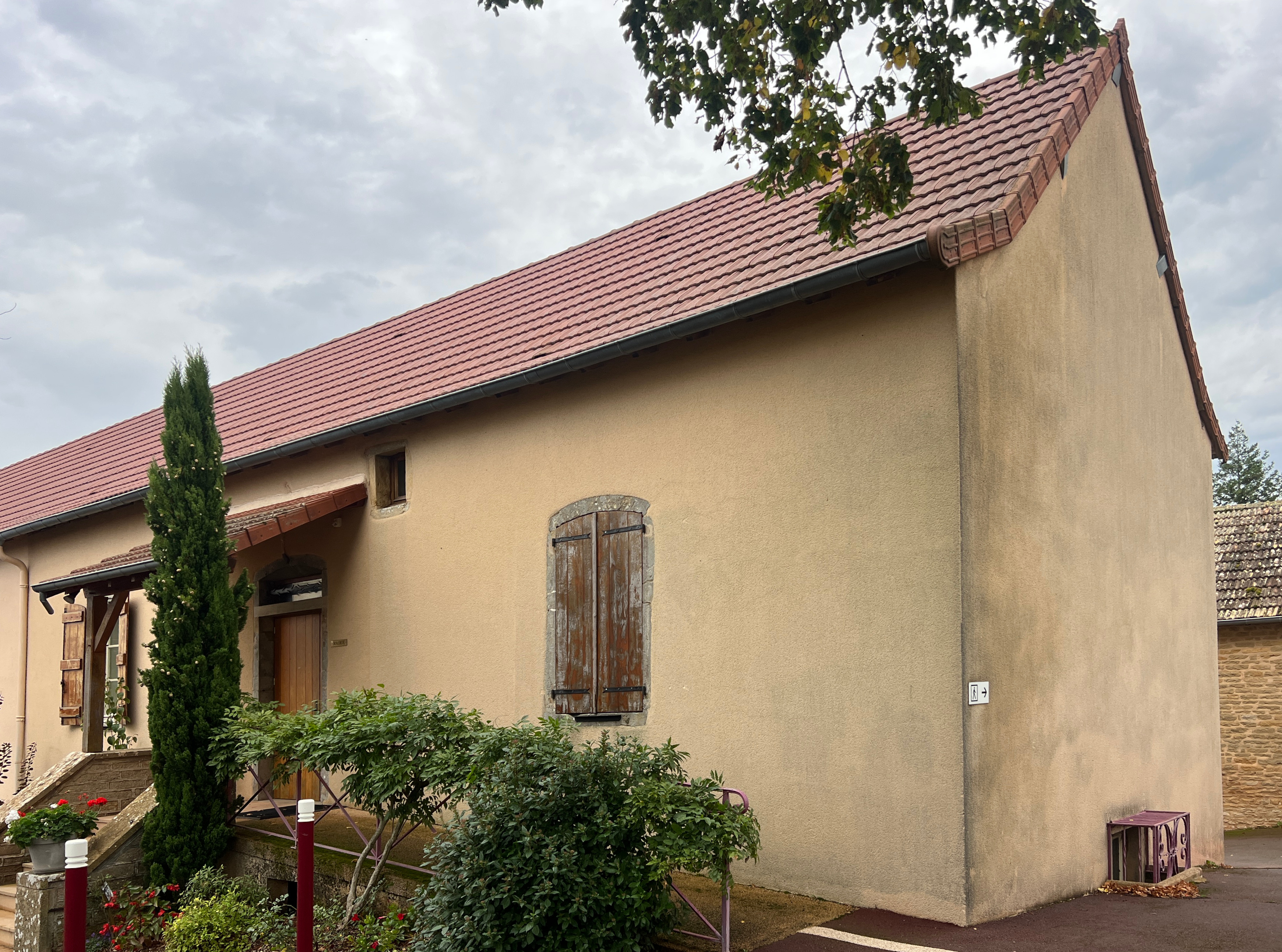
La mairie.

| Nom                | Code Insee | Intercommunalité | Superficie (km2) | Population (dernière pop. légale) | Densité (hab./km2) |
| ------------------ | ---------- | ---------------- | ---------------- | --------------------------------- | ------------------ |
| La Vineuse (siège) | 71582      | CC du Clunisois  | 15,75            | 287 (2014)                        | 18                 |
| Donzy-le-National  | 71180      | CC du Clunisois  | 10,28            | 200 (2014)                        | 19                 |
| Massy              | 71288      | CC du Clunisois  | 5,07             | 62 (2014)                         | 12                 |
| Vitry-lès-Cluny    | 71587      | CC du Clunisois  | 4,71             | 76 (2014)                         | 16                 |

### Liste des maires
| Période          | Période  | Identité           | Étiquette | Qualité |
| ---------------- | -------- | ------------------ | --------- | ------- |
| 1er janvier 2017 | En cours | François Bonnetain |           |         |

## Population et société

### Démographie
La population municipale de la nouvelle commune a été fixée à 627 habitants par arrêté préfectoral, à compter du 1er janvier 2016.

## Vie locale

### Culte
La Vineuse-sur-Frégande relève de la paroisse de Cluny-Saint-Benoît, qui a son siège à Cluny et qui regroupe bon nombre de villages du Clunisois.

## Culture locale et patrimoine

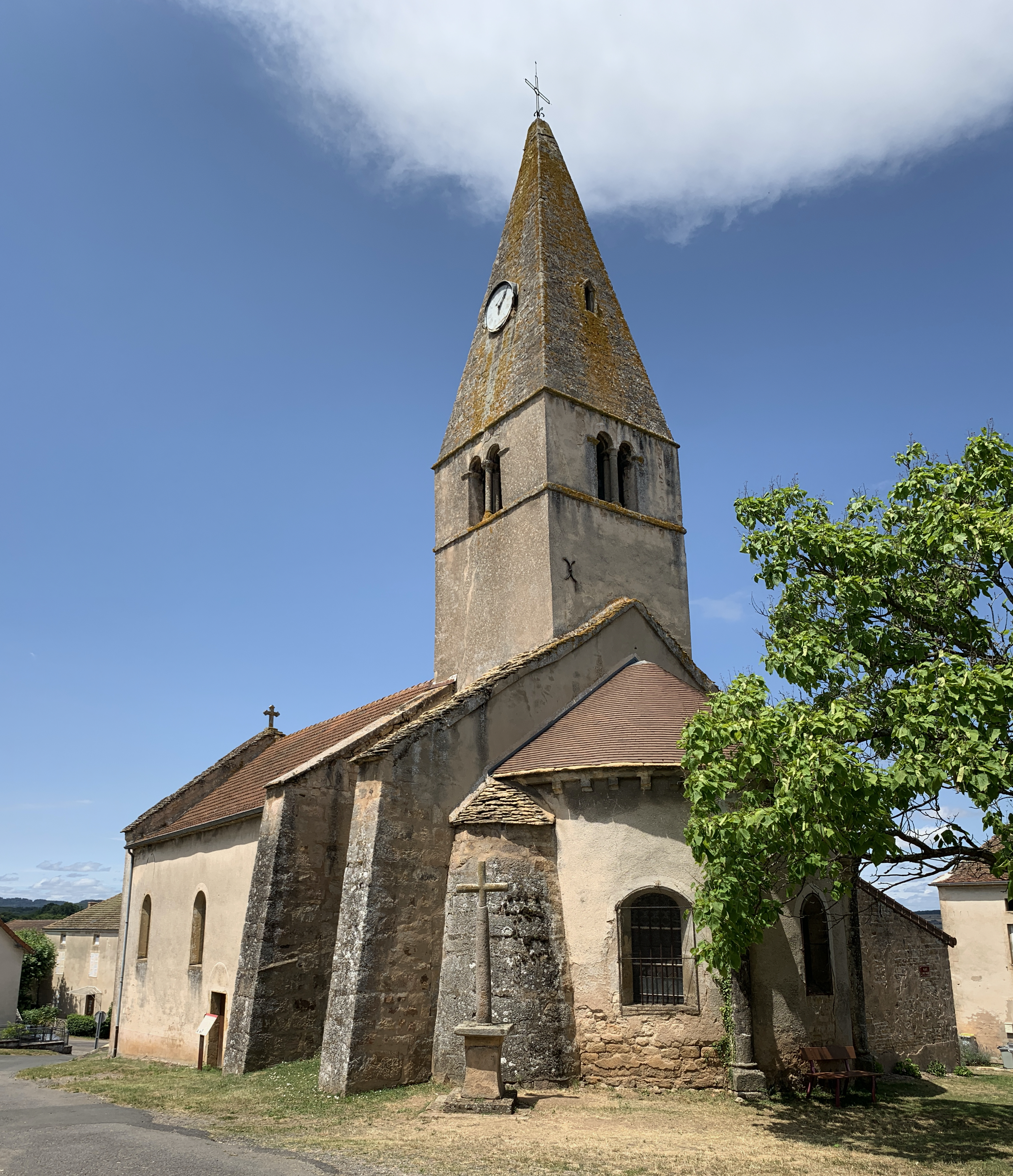
Église Sainte-Marie-Madeleine de Donzy-le-National.

### Lieux et monuments
- Église Notre-Dame de La Vineuse.
- Église Saint-Denis de Massy.
- Église Sainte-Marie-Madeleine à Donzy-le-National.

## Pour approfondir